# 13 Dywizja (KRLD)
13 Dywizja – jeden ze związków taktycznych (dywizja) wojsk KRLD podczas wojny koreańskiej.